# Dumping monetarny
Dumping monetarny – termin ekonomiczny oznaczający sztuczne utrzymywanie niskiego kursu waluty. Ma to na celu zwiększenie konkurencyjności cenowej towarów, które są oferowane przez krajowych przedsiębiorców na rynkach międzynarodowych – innymi słowy pobudzenie eksportu. Niska siła nabywcza waluty powoduje, że ceny towarów danego kraju, wyrażone w walucie innego państwa są niższe, natomiast ceny obcych towarów wyrażone w walucie krajowej są wyższe niż przed obniżeniem kursu. Sytuacja taka musi być utrzymywana sztucznie, ponieważ tak zaniżony kurs nie ma uzasadnienia ze względu na realia ekonomiczne. Walka z tym zjawiskiem ekonomicznym jest nieskuteczna – rzadko leży ona w interesie gospodarki państwa go stosującego, a nie istnieją międzynarodowe regulacje prawne, które pozwoliłyby na ograniczenie manipulowania kursem.
W latach 90. największym beneficjentem dumpingu monetarnego były Chiny. Wyjątkowo niski kurs yuana umożliwił temu państwu zalanie rynków światowych swoimi towarami, co walnie przyczyniło się do wysokiej dynamiki gospodarczej tego państwa. W 2007 w ślad za Chinami poszły też Stany Zjednoczone – dolar stał się najsłabszy od lat.